# Karskie
Karskie – wieś w Polsce położona w województwie mazowieckim, w powiecie sokołowskim, w gminie Repki. Ma status sołectwa.
W latach 1975–1998 miejscowość administracyjnie należała do województwa siedleckiego.
Wierni Kościoła rzymskokatolickiego należą do parafii św. Stanisława w Skrzeszewie.

## Historia
W wieku XIX miejscowość jest opisana jako: Karskie, wieś i folwark w powiecie sokołowskim w gminie Repki, parafii Wyrozęby.
W 1827 r. było tu 56 domów, 845 mieszkańców. W roku 1860 - 89 domów i 1009 mieszkańców oraz 1885 mórg obszaru.
Folwark Karskie z wsią Karskie i Liszki ma rozległość mórg 680, grunta orne i ogrody mórg 358, łąk mórg 55, pastwisk mórg 3, lasu mórg 209, zarośli mórg 38, nieużytki i place mórg 17, budynków murowanych 2, drewnianych 18, płodozmian 7- polowy.
Wieś Karskie liczyła osad 45, z gruntem mórg 264; wieś Liszki osad 1, w tym z 5 gruntem mórg 188.
Według tradycji, dwór w Karskich to XVIII-wieczna karczma, przeniesiona w 1912 roku z Brzozowa przez Głogowskich i gruntownie przebudowana. Niektórzy twierdzą jednak, że dwór jest oryginalną, powstałą od podstaw budowlą, łączącą motywy architektury zakopiańskiej ze stylem "dworku polskiego". Ostatnim panem Karskich przed reformą rolną w 1944 r., był Seweryn Głogowski (dyplomata, pracował na polskich placówkach w Anglii i Argentynie).
Po wojnie, do 1990 roku, w dworku mieściła się szkoła podstawowa. Szkołę zamknięto ze względów bezpieczeństwa (przegniłe drewniane stropy groziły w każdej chwili zawaleniem). Urząd Gminy w Repkach sprzedał dworek wraz z trzema hektarami parku pewnemu urzędnikowi Ministerstwa Kultury, który ogrodził cały teren i uporządkował park. Dwór obecnie jest w trakcie gruntownego remontu, przeprowadzanego z ogromną dbałością o najmniejsze detale architektoniczne. Na uwagę zasługuje otaczający dwór piękny park widoczny z terenu podlasia.
W 2016 roku wieś zamieszkiwało 156 osób.